# 2594 Acamas
2594 Acamas eller 1978 TB är en trojansk asteroid i Jupiters lagrangepunkt L5. Den upptäcktes den 4 oktober 1978 av den amerikanska astronomen Charles T. Kowal vid Palomarobservatoriet. Den har fått sitt namn efter Acamas, i den grekiska mytologin.
Asteroiden har en diameter på ungefär 25 kilometer.